# Amnesiac
Amnesiac — п'ятий студійний альбом англійського рок-гурту Radiohead, що вийшов 30 травня 2001 року на лейблі EMI. Він був записаний з продюсером Найджелом Ґодрічем під час тих самих сесій, що й попередній альбом Radiohead Kid A. Radiohead розділили роботу на дві частини, оскільки вважали її занадто щільною для подвійного альбому. Як і у випадку з Kid A, Amnesiac поєднує в собі впливи електронної музики, академічної музики XX століття, джазу та краут-року. Останній трек, «Life in a Glasshouse», є результатом співпраці з джазовим трубачем Гамфрі Літтелтоном та його групою.
Не випустивши жодного синглу для Kid A, Radiohead просували Amnesiac синглами «Pyramid Song» та «Knives Out», які супроводжувалися відеокліпами. Також були зняті відеокліпи на «Pull/Pull Revolving Doors» і «Like Spinning Plates» та «I Might Be Wrong», який вийшов як промо-сингл. У червні 2001 року Radiohead розпочали турне Amnesiac, що включало в себе перший за три роки північноамериканський тур.
Amnesiac дебютував на першому місці в UK Albums Chart і на другому в американському Billboard 200. До жовтня 2008 року було продано понад 900 000 копій в усьому світі. Платівка сертифікована як платинова у Великій Британії, США та Канаді, а також як золота в Японії. Хоча деякі критики вважали його занадто експериментальним або менш цілісним, ніж Kid A, чи розглядали його як збірку уривків, він отримав позитивні відгуки. Численні видання назвали його одним з найкращих альбомів року.
Amnesiac був номінований на Mercury Prize та кілька Ґреммі, отримавши перемогу в номінації «Найкращий запис спеціального видання». «Pyramid Song» була названа одним з найкращих треків десятиліття за версією Rolling Stone, NME та Pitchfork, а Rolling Stone поставив Amnesiac на 320 місце у своєму списку «500 найкращих альбомів усіх часів» 2012 року. Ювілейне перевидання Kid A Mnesia, до якого увійшли Kid A, Amnesiac та раніше невиданий матеріал, вийшло у 2021 році.

## Запис
Radiohead і продюсер Найджел Ґодріч записували Amnesiac під час тих же сесій, що і їхній попередній альбом Kid A, який вийшов у жовтні 2000. Сесії проходили з січня 1999 до середини 2000 у Guillaume Studios у Парижі, Medley Studios у Копенгаґені і студії Radiohead в Оксфордширі. Барабанщик Філіп Селвей сказав, що на сесіях було «два підходи до роботи… напруга між нашим старим підходом, коли ми грали разом у кімнаті, і іншою крайністю — записувати музику в студії. Я думаю, що Amnesiac вийшов сильнішим у плані аранжування».
На сесії вплинула електронна музика, класична музика XX століття, джаз і краут-рок, з використанням синтезаторів, хвиль Мартено, драм-машин, струнних і духових інструментів. Струнні, аранжовані гітаристом Джонні Ґрінвудом, були виконані оркестром Святого Іоанна та записані в Дорчестерському абатстві, церкві XII століття неподалік від студії Radiohead.
Radiohead розглядали можливість випустити роботу як подвійний альбом, але вирішили, що він занадто щільний. Вокаліст Том Йорк сказав, що Radiohead розділили все на два альбоми, тому що «вони нівелюють один одного як закінчені речі» і прийшли з «двох різних місць». Він відчув, що Amnesiac пропонує «інший погляд» на Kid A і «форму тлумачення». Учасники гурту підкреслювали, що розглядають Amnesiac не як збірку бі-сайдів Kid A, а як самостійний альбом. За словами Йорка, назва альбому була натхненна гностичною вірою в те, що травма народження стирає спогади про минулі життя — ідея, яку він вважав захоплюючою.

### Треки

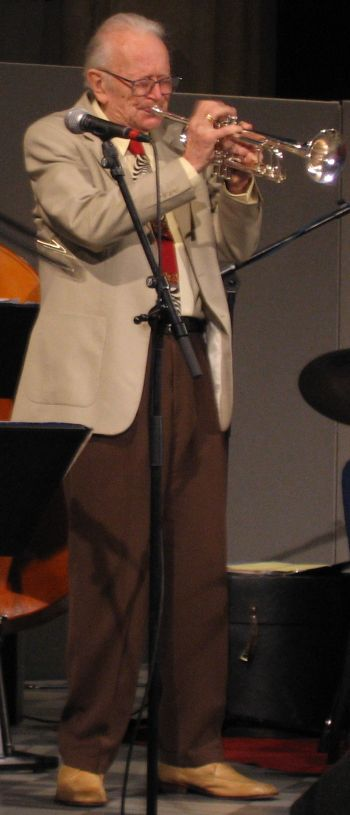
Джазовий трубач Гамфрі Літтелтон (на фото 2006) і його група зіграли на «Life in a Glasshouse».

«Pulk/Pull Revolving Doors» почався як спроба записати іншу пісню, «True Love Waits». Він містить клавішні петлі, записані під час сесій OK Computer; Radiohead відключили головки стирання на магнітофонах, щоб стрічка багаторазово записувалася поверх самої себе, створюючи «примарну» петлю, і маніпулювали результатами в Pro Tools. Вирішивши, що аранжування не підходить для «True Love Waits», Radiohead використали його для створення нового треку. Йорк додав розмовний вокал і використав програмне забезпечення для корекції висоти тону Auto-Tune, щоб перетворити його на мелодію. За словами Йорка, Auto-Tune «відчайдушно намагається знайти музику у вашій мові і видає ноти навмання. Якщо ви призначили йому тональність, у вас є музика». Версія «True Love Waits» з «Pulk/Pull Revolving Doors» зрештою вийшла на компіляції Kid A Mnesia 2021 року.
Auto-Tune також використовувався в «Packt Like Sardines in a Crushd Tin Box» для обробки вокалу Йорка і створення «носового, деперсоналізованого» звучання. Для «You And Whose Army?» Radiohead спробували відтворити «м'який, теплий, прото-ду-воп звук» гармонійної групи 1940-х років The Ink Spots. Вони заглушили мікрофони лотками з-під яєць і використали резонуючий динамік з пальмовим дифузором хвиль Мартено для обробки вокалу. На відміну від багатьох сесійних треків, гурт записав його наживо. Гітарист Ед О'Браєн сказав: «Ми трохи порепетирували, не дуже багато, а потім просто пішли і зробили це. Ми просто робили свою справу як гурт».
Згідно зі щоденником, який вів О'Браєн, на створення «Knives Out» пішло більше року. Він сказав, що це була «найпряміша річ, яку ми зробили за останні роки», і що у гурту була спокуса надмірно прикрасити її. На неї вплинула гітарна робота Джонні Марра з The Smiths. «Dollars and Cents» був змонтований з одинадцятихвилинного джему з використанням підходу, натхненного краут-рок гуртом Can. Басист, Колін Ґрінвуд, зіграв джазову річ Еліс Колтрейн під час запису, надихнувши свого брата Джонні написати струнне аранжування в стилі Колтрейн.
«Like Spinning Plates» стала результатом спроби Radiohead записати іншу пісню, «I Will», на синтезаторі. Відкинувши свій початковий запис як «хитромудрий Kraftwerk», Radiohead переробили його і створили нову пісню. Йорк сказав: «Я був в іншій кімнаті, почув вокальну мелодію, що звучала задом наперед, і подумав: 'Це набагато краще, ніж навпаки', а потім провів решту ночі, намагаючись вивчити мелодію». Йорк заспівав слова пісні задом наперед, які, в свою чергу, були перевернуті, створивши вокал з текстом, що звучить навпаки. Radiohead записали пісню «I Will» у новому аранжуванні для свого наступного альбому Hail to the Thief.
Для фінального треку «Life in a Glasshouse» Джонні Ґрінвуд написав джазовому трубачу Гамфрі Літтелтону, пояснивши, що Radiohead «трохи застрягли». Літтелтон погодився виконати цю пісню зі своїм бендом після того, як його донька показала йому альбом Radiohead 1997 року OK Computer. За словами Літтелтона, Radiohead «не хотіли, щоб пісня звучала як витончений студійний продукт, а як трохи дослідницька річ, коли люди грають так, ніби вони не планували все це заздалегідь». Пісня була записана протягом семи годин, і залишила Літтелтона виснаженим. "На початку сесії я помітив, як вони закочували очі, ніби кажучи, що ми знаходимося за багато миль один від одного, — сказав він. «Вони пережили чимало нервових зривів під час запису, просто намагаючись пояснити нам усім, чого вони хочуть».

## Музика і тексти
—Автор пісень Том Йорк
Amnesiac містить елементи експериментального року, електроніки, альтернативного року і джазу. Колін Ґрінвуд сказав, що він містить «традиційні пісні в стилі Radiohead» поряд з експериментальнішими роботами. The Atlantic протиставив його «хірургічному блиску» Kid A, з «болотистими і туманними» аранжуваннями і «неспокійними» акордами і ритмами.
Перший трек, «Packt Like Sardines in a Crushd Tin Box», є електронною піснею з синтезаторами та металевою перкусією. «Pyramid Song», свінгова балада з піаніно та струнними, була натхненна піснею Чарльза Мінгуса «Freedom». Її текст був натхненний виставкою давньоєгипетського підземного мистецтва, яку Йорк відвідав під час запису в Копенгаґені, а також ідеями циклічного часу, які обговорювалися Стівеном Гокінґом, та буддизмом.
Йорк сказав, що «You and Whose Army?» була «про когось, кого люди обирають до влади, а потім відверто зраджують — так само, як це зробив Блер». Пісня повільно вибудовується на піаніно, досягаючи кульмінації в останній хвилині. За словами О'Браєна, «у старому Radiohead, на OK Computer, ця перерва тривала б чотири хвилини. Ми б продовжували в стилі 'Hey Jude'».
«I Might Be Wrong» поєднує «отруйний» гітарний риф із «трансовим металевим бітом». Бас-гітара Коліна Ґрінвуда була натхненна басистом гурту Chic Бернардом Едвардсом, а на текст пісні вплинула порада, яку дала Йорку його партнерка Рейчел Оуен: «Пишайся тим, що ти зробив. Не озирайся назад і продовжуй жити так, ніби нічого не сталося. Просто відпусти погані речі.» «Knives Out», описана як найбільш традиційна пісня альбому, має «дрейфуючі» гітарні лінії, «драйвові» ударні, «блукаючий» бас, «примарний» вокал і «моторошну» лірику.
«Morning Bell/Amnesiac» — альтернативна версія «Morning Bell» з альбому Kid A; The Atlantic описав її як суміш «затишку і нудоти». О'Браєн сказав, що Radiohead часто записують і відмовляються від різних версій пісень, але ця версія була «досить сильною, щоб витримати повторне прослуховування». Йорк писав, що вона була включена, «тому що вона прийшла з такого іншого місця … Тому що ми знайшли її знову випадково після того, як забули про неї. Тому що вона звучить як повторюваний сон». Він сказав, що текст «Dollars and Cents» був «тарабарщиною», але натхненний думкою про те, що «люди, по суті, лише пікселі на екрані, які несвідомо служать цій вищій силі, яка є маніпулятивною і руйнівною».

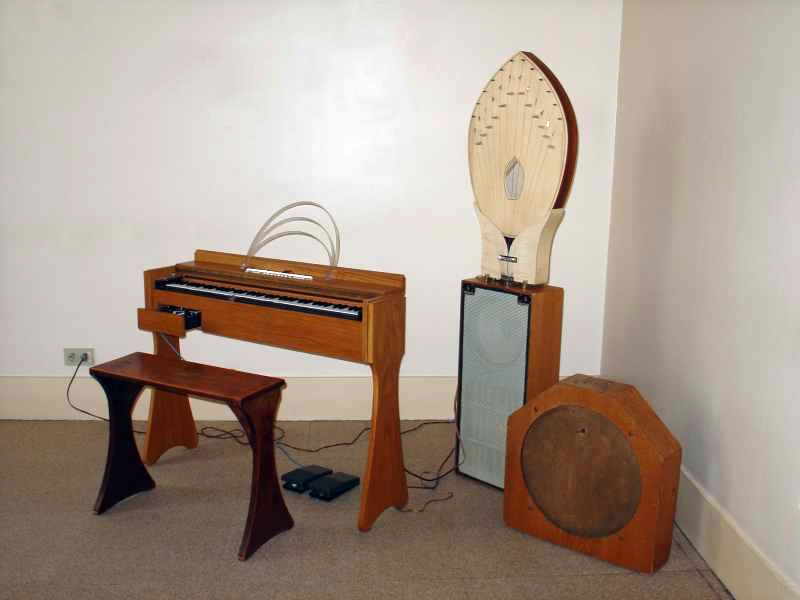
Джонні Ґрінвуд використовував ранній електронний інструмент хвилі Мартено. Його резонуючий динамік з пальмовим дифузором (на фото в центрі) використовувався для обробки вокалу в пісні «You and Whose Army?».

«Hunting Bears» — короткий інструментал на електрогітарі та синтезаторі. «Life in a Glasshouse» демонструє гру бенду Гамфрі Літтелтона у стилі новоорлеанських джазових похоронів. За словами Літтелтона, пісня починається з «рекламних, блюзових, мінорних звивистих тонів, потім поступово доходить до того, що ми граємо справжній дикий, примітивний, новоорлеанський блюз». Текст пісні був натхненний новиною, яку прочитав Йорк, про те, як папараці настільки переслідували дружину знаменитості, що вона заклеїла свої вікна їхніми ж фотографіями.

## Художнє оформлення та пакування
Ілюстрація Amnesiac створена Йорком і давнім соратником Radiohead Стенлі Донвудом. Для натхнення Донвуд досліджував Лондон, роблячи нотатки, порівнюючи місто з лабіринтом грецької мітології. Він відсканував чисті сторінки старих книг і наклав на них фотографії феєрверків і токійських хмарочосів, копії малюнків Піранезі Уявні в'язниці, а також тексти пісень і фрази, надруковані Йорком на зламаній друкарській машинці.
На обкладинці зображено обкладинку книги з плачучим мінотавром. Мінотавр, мотив обкладинки Amnesiac, представляє «лабіринт», в якому, на думку Йорка, він заблукав під час депресії після OK Computer; Донвуд описав його як «трагічну фігуру». Фігури, включені до буклету альбому, включають безликих терористів, корисливих політиків і корпоративних керівників. Йорк сказав, що вони представляють «абстрактні, напівкомічні, тупо темні, фальшиві голоси, які боролися з нами, коли ми намагалися працювати».
Для спеціального видання Донвуд розробив упаковку з футляром для компакт-диска у твердій палітурці у стилі загубленої бібліотечної книги. Він уявив, що «хтось зробив ці сторінки в книзі, і вона пішла в шухляду в столі, і про неї забули на горищі… І візуально, і музично альбом про те, як знайти книгу і відкрити сторінки». Спеціальне видання отримало нагороду за Найкраще пакування релізу на 44-й церемонії вручення премії Ґреммі.

## Реліз
Radiohead анонсували Amnesiac на своєму сайті у січні 2001 року, через три місяці після виходу Kid A. Альбом вийшов у Японії 30 травня на лейблі EMI, у Великій Британії 4 червня на Parlophone і в США 5 червня на Capitol, обох дочірніх компаніях EMI.
Amnesiac дебютував на першому місці в UK Albums Chart. В американському чарті Billboard 200 він дебютував на другому місці з продажами 231 000, що перевищило 207 000 продажів Kid A за перший тиждень. Альбом отримав золотий сертифікат Асоціації звукозапису Японії за поставки 100 000 копій по всій Японії. До жовтня 2008 року Amnesiac був проданий накладом понад 900 000 копій в усьому світі. У липні 2013 року альбом був сертифікований як платиновий у Великій Британії, продажі якого перевищили 300 000 копій.

## Промо

### Сингли та відео
Не випустивши жодного синглу з Kid A, Radiohead випустили два з Amnesiac: «Pyramid Song» у травні і «Knives Out» у липні, підкріплені відеокліпами. На «I Might Be Wrong» було створено два відеокліпи, який вийшов як сингл тільки для радіо у червні.
Radiohead переробили «Pulk/Pull Revolving Doors» та «Like Spinning Plates» для комп'ютерного анімаційного відео, режисером якого став Джонні Хардстафф. Прем'єра відео відбулася 29 листопада 2001 року на фестивалі анімації в Центрі сучасного мистецтва в Глазго. У ньому є зображення косаток, що плавають під ультрафіолетовим світлом, машини, що набувають форми, і з'єднані діти, що обертаються в центрифузі. Відео повинно було транслювалося на MTV, але телеканал вважав його «делікатним» і транслював лише з попередженням. Хардстафф сказав: «Іронія полягає в тому, що ви не йдете на MTV заради м'якого R&B та порожніх вихвалянь „артистів“, фактично зациклених на власних млявих шоу-бізнесових членах, та будь-який фільм із унцією справжніх емоцій ви й не побачите».

### Тур
Вперше Radiohead виконали пісні Amnesiac під час туру Kid A, який розпочався у червні 2000. Radiohead виконували електронні треки з використанням рок-інструментів. Наприклад, «Like Spinning Plates» була перероблена у фортепіанну баладу. 10 червня 2001 Radiohead записали концерт для спеціального годинного епізоду шоу BBC Later… with Jools Holland, у тому числі виконали пісню «Life in a Glasshouse» разом з бендом Гамфрі Літтелтона.
Radiohead розпочали північноамериканське турне, перше за три роки, 18 червня 2001 року. Тур складався з виступів в амфітеатрах західного узбережжя в червні, а потім у серпні — на сході та середньому заході. Capitol уникнули традиційної промоції туру і натомість поширили інформацію серед великої фан-бази Radiohead в Інтернеті. Квитки розійшлися за лічені хвилини. The Observer описав це як «найбільш масштабне завоювання Америки британським гуртом» з часів бітломанії, який досяг успіху там, де такі гурти, як Oasis, зазнали невдачі.
Radiohead сподівалися грати концерти в США у спеціально збудованому наметі, як під час туру Kid A в Європі, але наштовхнулися на спротив Clear Channel Entertainment і Ticketmaster, які, за словами Йорка, мали монополію на американську живу музику. Radiohead розглядали можливість відмовитися від гастролей у США, але відчули, що це було б поразкою. Натомість вони обрали незвичні місця, такі як Грант-парк у Чикаго та берег річки Гудзон у Нью-Йорку. Записи з турів Kid A та Amnesiac вийшли на I Might Be Wrong: Live Recordings у листопаді 2001 року.

## Відгуки критиків
Після того, як попередній альбом Radiohead, Kid A, розділив слухачів, багато хто сподівався, що Amnesiac повернеться до попереднього рок-звучання. The Guardian назвав свою рецензію «Розслабтеся: це зовсім не схоже на Kid A». Однак Rolling Stone побачив в Amnesiac подальше віддалення від попереднього «бритпоп-подібного» стилю Radiohead, а Pitchfork виявив, що він не схожий на альбом Radiohead 1995 року The Bends. Stylus писав, що хоча Amnesiac був «трохи більш прямолінійним», ніж Kid A, він «закріпив пост-міленіальну модель Radiohead: менше пісень і більше атмосфери, еклектичніший і більш електронний, параноїдальніший, загрозливіший, піднесеніший». Йорк вважав, що Amnesiac не був доступнішим, ніж Kid A, і викликав би таку ж реакцію, якби вийшов першим.
Роберт Гілберн з Los Angeles Times вважав, що Amnesiac, порівняно з Kid A, був «багатшим і цікавішим альбомом, його суворість і неспокійне бачення збагачені пробудженням людського духу». Критик Guardian Алексіс Петрідіс, якому не подобався Kid A, вважав, що Amnesiac повернув Radiohead до «їхньої ролі найбільш інтригуючого і новаторського великого рок-гурту у світі … [Він] досягає хитрого і корисного балансу між експериментами і контролем якості. Його навряд чи легко перетравити, але й неможливо проковтнути». Він розкритикував електронні треки «Pulk/Pull Revolving Doors» і «Like Spinning Plates» як самозакохані, але похвалив альбом за «моторошні музичні зміни і нетрадиційні мелодії». The Guardian назвав його «диском тижня». Stylus писав, що це «чудовий диск», але не такий «дослідницький чи цікавий», як Kid A.
Дехто відкинув Amnesiac як збірку уривків Kid A. Критик Pitchfork Раян Шрайбер писав, що «сумнівна послідовність … мало сприяє замовчуванню аргументу про те, що запис є лише тонко завуальованою компіляцією бі-сайдів». Інший дописувач Pitchfork, Скотт Плагенгоф, вважав, що послідовність працює, створюючи напругу, посилюючи потужність експериментальніших треків. Однак, на його думку, традиційніший маркетинг створив відчуття «буденності» у порівнянні з Kid A і враження, що Radiohead піддалися тиску з боку свого лейблу.
Деякі критики вважали, що Amnesiac був менш цілісним, ніж Kid A. Критик AllMusic Стівен Томас Ерлвайн писав, що він «часто грає як солянка», і що обидва альбоми «явно походять з одного джерела і мають однакові недоліки … Поділ лише робить ці два альбоми розфокусованими, навіть якщо найкращі з них просто приголомшливі». Інший критик AllMusic, Сем Самуельсон, сказав, що Amnesiac був «зібраним докупи» релізом, який, можливо, краще було б упакувати з концертним альбомом I Might Be Wrong як «повний пакет сесій Kid A». Шрайбер, однак, вважав, що «найкращі моменти, безперечно, варті того, щоб на них почекати, і вони з легкістю перекривають їхню епізодичну нерівномірність».
Рецензуючи перевидання 2009 року для Pitchfork, Плагенгоф писав: «Більше, ніж Kid A — і, можливо, більше, ніж будь-яка інша платівка свого часу — Amnesiac є початком безладної, винагороджувальної епохи… роз'єднаної, самосвідомої, напруженої, еклектичної, запаморочливої — перевантаження хороших ідей, які гальмуються правилами, обмеженнями та загальноприйнятою мудрістю». 2021 року, у 20-ту річницю виходу альбому, журнал The Atlantic писав, що Amnesiac, ймовірно, є найкращим альбомом Radiohead: «Слухаючи його через 20 років після виходу, сердита мудрість альбому — його гідність перед обличчям жаху — здається більш зворушливою, ніж будь-коли».

### Нагороди
Amnesiac був номінований на музичну премію Mercury Music Prize 2001 року, програвши альбому Пі Джей Гарві Stories from the City, Stories from the Sea, для якого Йорк виконав гостьовий вокал. Це був четвертий поспіль альбом Radiohead, номінований на премію Ґреммі за Найкращий альбом альтернативної музики, а спеціальне видання отримало Ґреммі за Найкраще пакування запису на 44-й церемонії вручення премії.
Кілька видань назвали Amnesiac одним з найкращих альбомів 2001 року, зокрема Q, The Wire, Rolling Stone, Kludge, The Village Voice, Pazz & Jop, Los Angeles Times та Alternative Press. У 2005 році Stylus назвав його найкращим альбомом попередніх п'яти років. У 2009 році Pitchfork поставив Amnesiac на 34 місце серед найкращих альбомів 2000-х, а Rolling Stone — на 25 місце. Він увійшов до книги 1001 альбом, які ви повинні почути, перш ніж померти 2005 року та під номером 320 у списку «500 найкращих альбомів усіх часів» журналу Rolling Stone 2012 року. «Pyramid Song» увійшла до списку найкращих треків десятиліття за версією Rolling Stone, NME та Pitchfork.

## Перевидання
Radiohead покинули EMI після закінчення контракту у 2003 році. У 2007 році EMI випустила Radiohead Box Set, збірку альбомів, записаних під час перебування Radiohead на лейблі EMI, включаючи Amnesiac. Після періоду відсутності на вінілі, Amnesiac був перевиданий на подвійній платівці 19 серпня 2008 року в рамках серії «From the Capitol Vaults» разом з іншими альбомами Radiohead.
25 серпня лейбл EMI перевидав Amnesiac у вигляді дводискового «колекційного видання» та «спеціального колекційного видання» з додатковим DVD. Перший CD містить оригінальний студійний альбом; другий CD містить бі-сайди з синглів і живих виступів Amnesiac; DVD містить музичні відеокліпи і живий телевізійний виступ. Radiohead не брали участі у перевиданнях, і музика не була ремастирована. Перевидання EMI були припинені після того, як у 2016 році бек-каталог Radiohead був переданий лейблу XL Recordings. У травні 2016 року XL перевидав бек-каталог Radiohead на вінілі, в тому числі й Amnesiac.
Раннє демо «Life in a Glasshouse», виконане Йорком на акустичній гітарі, вийшло на компіляції MiniDiscs [Hacked] 2019 року. 5 листопада 2021 року Radiohead випустили Kid A Mnesia, ювілейне перевидання, що об'єднало Kid A і Amnesiac. Він містить третю частину, Kid Amnesiae, що складається з раніше невиданого матеріалу з сесій. Radiohead просували перевидання двома цифровими синглами, раніше невиданими треками «If You Say the Word» і «Follow Me Around». Kid A Mnesia Exhibition, інтерактивний додаток з музикою та ілюстраціями з альбомів, вийшла 18 листопада для PlayStation 5, macOS і Windows.

## Трек-лист
Автор музики і слів Radiohead. 
| #     | Назва                                     | Тривалість |
| ----- | ----------------------------------------- | ---------- |
| 1.    | «Packt Like Sardines in a Crushd Tin Box» | 4:00       |
| 2.    | «Pyramid Song»                            | 4:49       |
| 3.    | «Pulk/Pull Revolving Doors»               | 4:07       |
| 4.    | «You and Whose Army?»                     | 3:11       |
| 5.    | «I Might Be Wrong»                        | 4:54       |
| 6.    | «Knives Out»                              | 4:15       |
| 7.    | «Morning Bell/Amnesiac»                   | 3:14       |
| 8.    | «Dollars and Cents»                       | 4:52       |
| 9.    | «Hunting Bears»                           | 2:01       |
| 10.   | «Like Spinning Plates»                    | 3:57       |
| 11.   | «Life in a Glasshouse»                    | 4:31       |
| 43:57 |                                           |            |

## Персоналії

### Radiohead
- Колін Ґрінвуд
- Джонні Ґрінвуд
- Ед О'Браєн
- Філіп Селвей
- Том Йорк

### Додаткові музиканти
- Оркестр Святого Іоанна — струнні (2, 8)
  - Джон Лаббок — диригент
- The Humphrey Lyttelton Band (11)
  - Гамфрі Літтелтон — труба, бендлідер
  - Джиммі Гастінгс — кларнет
  - Піт Стрендж — тромбон
  - Пол Бридж — контрабас
  - Адріан Макінтош — барабани

### Технічний персонал
- Найджел Ґодріч — продюсування, звукоінженер
- Radiohead — продюсування
- Ден Греч-Маргера — звукоінженер (11)
- Жерар Наварро — асистент звукоінженера
- Грем Стюарт — асистент звукоінженера
- Боб Людвіг — мастеринг

### Оформлення
- Стенлі Донвуд — картинки, дизайн
- Том Йорк (вказаний як «Tchocky») — картинки

## Чарти
| Чарт (2001)                                          | Пікова позиція |
| ---------------------------------------------------- | -------------- |
| Австралія Australian Albums (ARIA)                   | 2              |
| Австрія Austrian Albums (Ö3 Austria)                 | 1              |
| Бельгія Belgian Albums (Ultratop Flanders)           | 4              |
| Бельгія Belgian Albums (Ultratop Wallonia)           | 3              |
| Канада Canadian Albums (Billboard)                   | 1              |
| Данія Danish Albums (Hitlisten)                      | 2              |
| Нідерланди Dutch Albums (MegaCharts)                 | 3              |
| Фінляндія Finnish Albums (Suomen virallinen lista)   | 1              |
| Франція French Albums (SNEP)                         | 2              |
| Німеччина German Albums (Offizielle Top 100)         | 2              |
| Угорщина Hungarian Albums (MAHASZ)                   | 26             |
| Irish Albums (IRMA)                                  | 1              |
| Італія Italian Albums (FIMI)                         | 2              |
| Нова Зеландія New Zealand Albums (Recorded Music NZ) | 1              |
| Польща Polish Albums (ZPAV)                          | 3              |
| Шотландія Scottish Albums (OCC)                      | 1              |
| Spanish Albums (AFYVE)                               | 13             |
| Швеція Swedish Albums (Sverigetopplistan)            | 4              |
| Швейцарія Swiss Albums (Schweizer Hitparade)         | 6              |
| Велика Британія UK Albums (OCC)                      | 1              |
| США Billboard 200                                    | 2              |

| Чарт (2001)                         | Позиція |
| ----------------------------------- | ------- |
| Belgian Albums (Ultratop Wallonia)  | 77      |
| Canadian Albums (Nielsen SoundScan) | 58      |
| Dutch Albums (Album Top 100)        | 88      |
| French Albums (SNEP)                | 56      |
| UK Albums (OCC)                     | 80      |
| US Billboard 200                    | 139     |

## Сертифікації
| Регіон                                                                                          | Сертифікація | Продажі    |
| ----------------------------------------------------------------------------------------------- | ------------ | ---------- |
| Аргентина (CAPIF)                                                                               | Золотий      | 20 000^    |
| Австралія (ARIA)                                                                                | Золотий      | 35 000^    |
| Бельгія (BEA)                                                                                   | Золотий      | 25 000*    |
| Канада (Music Canada)                                                                           | Платиновий   | 100 000^   |
| Франція (SNEP)                                                                                  | Золотий      | 100 000*   |
| Японія (RIAJ)                                                                                   | Золотий      | 100 000^   |
| Велика Британія (BPI)                                                                           | Платиновий   | 331,000    |
| США (RIAA)                                                                                      | Золотий      | 1,020,000  |
| Підсумки                                                                                        |              |            |
| Європа (IFPI)                                                                                   | Платиновий   | 1 000 000* |
| *продажі, що базуються лише на сертифікаціях ^відвантаження, що базуються лише на сертифікаціях |              |            |